# Rinyirru nationalpark
Rinyirru nationalpark är en nationalpark i Australien.   Den ligger i delstaten Queensland, i den nordöstra delen av landet, 2 300 km norr om huvudstaden Canberra. Lakefield National Park ligger 29 meter över havet.
I omgivningarna runt Rinyirru nationalpark växer huvudsakligen savannskog.